# BEAT SHUFFLE
BEAT SHUFFLE(ビートシャッフル)は、1998年（平成10年）10月2日から毎週金曜日にFM NACK5で放送されているラジオ番組。

## 概要
大宮アルシェ5階にあるCDショップ、HMV大宮アルシェ店にある「STUDIO ARCHE」から公開生放送を実施。
「STUDIO ARCHE」で公開生放送が行われる番組の中では唯一、毎週の放送で番組観覧整理券の応募が必要な番組である。
毎年12月～翌年2月までの19:17頃には「NACK5 ゲレンデウェザー」も挿入されている。
「V-ROCK完全攻略プログラム」として、浅井博章が90分間の生放送を行っている。
ゲストによっては、放送前後にHMV大宮アルシェ店にてインストアイベントが行われる場合がある。(番組開始前夕方5時から、または番組終了後夜8時30分からが一般的)

## 放送時間
- 毎週金曜日 19:00 - 20:30 [3]

## パーソナリティー
- 浅井博章

## 放送内容
- 19時25分頃～ゲストコーナー「Backstage Jam」

ゲストを招いてトークを行うメインコーナー。2組登場の場合は8時時報明けにもコーナーが設けられる。
2組登場の場合は観覧スペースの入れ替えが行われる(同日2組分の観覧応募は不可能)
ゲストによってはゲスト枠の拡大がある場合もあり、拡大が告知されている場合は観覧スペース入れ替えは行われない。
番組ゲストのサイン入り番組ステッカーが抽選で当たる「クイズトレジャーハント」がゲストコーナー後半に行われる。
所謂連想クイズで、ゲストがお題に沿ってヒントを出し答えを導き出すタイプ。時々ゲストが誤って答えを口にしてしまったり、ヒントがわかりにくく答えまで浅井が誘導を促す場合もある。
Dir en greyのToshiya(2018年9月21日出演)出演時はヒントがあまりにもわかりにくく、浅井が「Toshiyaさんのヒントは忘れてください」とヒントの出し直しを行った。

## オープニングテーマ
- ジェフ・ベックの「Psycho Sam」を使用している。